# خوان دي ساجاربيناجا
خوان دي ساجاربيناجا (بالإسبانية: Juan de Sagarvinaga)‏ معماري إسباني من القرن الثامن عشر، وُلد في ديسمبر 1710 في بستوريا بمقاطعة بيسكاي. وتوفي في سلامنكا في ديسمبر 1797.

## حياته
منذ شبابه، كرس حياته للعمارة مع أحد أعمامه. وفي سن الثالثة والعشرين، رحل إلى مدريد وعمل في قصر مدريد الملكي، قيد الإنشاء حينها، ثم قصر آرانخويث الملكي.